# Порфирий Филипийски
Порфирий (на гръцки: Πορφύριος) е раннохристиянски духовник, епископ на Филипийската епархия на Константинополската патриаршия от IV век. Порфирий е споменат като участник в Сердикийския събор в 343 - 344 година. Името му се среща и в мозаечен надпис в базиликата „Свети Павел“ (Октагоналната базилика) - катедралната му църква във Филипи:
| „ | ΠΟΡ[ΦΥ]ΡΙΟΣ ΕΠΙΣΚΟ/ΠΟΣ ΤΗ[Ν] [Κ}ΕΝΤΗΣΙΣ ΤΗΣ ΒΑΣΙΛΙΚΗ/Σ ΠΑΥΛΟ[Υ ΕΠ]ΟΙΗΣΕΝ ΕΝ ΧΡ(ΙΣΤ)Ω | “ |